# 駿蹄賞
駿蹄賞（しゅんていしょう）は、愛知県競馬組合が施行する地方競馬の重賞競走（SPI）である。正式名称は「中日スポーツ杯 駿蹄賞」、中日スポーツを発行する中日新聞社が優勝杯を提供している。

## 概要
1962年に名古屋競馬場のアングロアラブ系4歳（現3歳）の東海（愛知・笠松）所属馬限定の重賞競走「中日スポーツ杯・春」として創設。施行距離はダート1900mだが、一時ダート1600mやダート1800mで施行された時期もあり、更に1983年 - 1992年と1994年 - 1995年は中京競馬場の芝コース1800mで施行された。1966年からは出走条件が「サラブレッド系4歳（現3歳）の東海所属馬」に変更された。
1991年からは、「中日スポーツ杯（春・秋）」を駿蹄賞とゴールドウィング賞に分割し、名称も「中日スポーツ杯 駿蹄賞」に変更。1996年からは東海地区重賞格付け制度施行によりSPI（スーパープレステージワン）に格付けされ、東海三冠競走の第1戦に指定。更に名古屋優駿（現・東海優駿）のトライアル競走に指定され、1着馬に名古屋優駿の優先出走権が与えられるようになった。
2010年からは、東海ダービー（現・東海優駿）への優先出走権付与対象が1着馬から上位2着馬までに変更された。
2015年からは、HITスタリオンシリーズに指定されている。
2022年からは、名古屋競馬場の移転に伴い、ダート2000mへ距離が変更された。

### 条件・賞金等（2025年）
出走条件
サラブレッド系3歳、東海所属。他地区からの転入馬は東海所属後1走している必要がある。
- 中京ペガスターカップの優勝馬に優先出走権がある。

負担重量
定量。57kg、牝馬2kg減。
賞金額
1着900万円、2着315万円、3着180万円、4着135万円、5着90万円、6着以下9万円。
副賞
中日スポーツ賞、（一社）JBC協会賞（サリオス号の種付権利）、（一社）愛知県馬主協会会長賞、愛知県競馬組合管理者賞、開催執務委員長賞。
優先出走権付与
2着以上の馬に東海優駿の優先出走権が付与される。

## 歴史
- 1962年 - 名古屋競馬場のダート1900mのアングロアラブ系4歳（現3歳）の東海所属馬限定の重賞競走「（第1回）中日スポーツ杯・春」として創設。
- 1966年
  - 出走条件を「アングロアラブ系4歳（現3歳）の東海所属馬」から「サラブレッド系4歳（現3歳）の東海所属馬」に変更。
  - 施行距離をダート1600mに変更。
- 1973年 - 施行場を中京競馬場のダート1600mに変更。
- 1974年 - 施行場を名古屋競馬場のダート1600mに変更。
- 1977年 - 施行場を中京競馬場のダート1800mに変更。
- 1982年 - 施行場を名古屋競馬場のダート1600mに変更。
- 1983年 - 施行場を中京競馬場の芝1800mに変更。
- 1991年 - 「中日スポーツ杯（春・秋）」を分割、名称も「中日スポーツ杯 駿蹄賞」に変更。
- 1993年 - 施行場を名古屋競馬場のダート1800mに変更。
- 1994年 - 施行場を中京競馬場の芝1800mに変更。
- 1996年
  - 東海地区重賞格付け制度施行によりSPIに格付け。
  - 東海三冠競走の第1戦に指定。
  - 名古屋優駿（現・東海優駿）のトライアル競走に指定され、1着馬に名古屋優駿への優先出走権が付与される様になる。
  - 施行場を名古屋競馬場のダート1600mに変更。
- 1998年 - 施行距離をダート1900mに変更。
- 2001年 - 馬齢表示の国際基準への変更に伴い、出走条件を「サラブレッド系4歳の東海所属馬」から「サラブレッド系3歳の東海所属馬」に変更。
- 2010年 - 東海ダービー（現・東海優駿）への優先出走権取得条件を上位2着までに変更。
- 2013年 - 施行距離を名古屋競馬場のダート1800mに変更。
- 2022年 - 名古屋競馬場の移転に伴い、施行距離をダート2000mに変更。
- 2024年 - 「創刊70周年記念中日スポーツ杯 駿蹄賞」の名称で施行。

### 歴代優勝馬
馬齢は2000年以前についても現表記を用いる。
コース種別を記載していない距離は、ダートコースを表す。2021年以前の名古屋は旧・名古屋競馬場。

#### 中日スポーツ杯（春）
| 回数   | 施行日        | 競馬場 | 距離    | 優勝馬                   | 性齢 | 所属 | タイム | 優勝騎手   | 管理調教師 |
| ------ | ------------- | ------ | ------- | ------------------------ | ---- | ---- | ------ | ---------- | ---------- |
| 第1回  | 1962年5月4日  | 名古屋 | 1600m   | アア・カネマサル         | 牡3  | 愛知 | 1:45.9 | 西山好夫   | 西山好夫   |
| 第3回  | 1963年4月27日 | 名古屋 | 1600m   | アア・マサボー           | 牡3  | 愛知 | 1:47.4 | 藤ヶ崎一男 | 光岡直三郎 |
| 第5回  | 1964年5月1日  | 名古屋 | 1600m   | アア・ミスホマレ         | 牝3  | 愛知 | 1:45.1 | 榊原修     | 光岡直三郎 |
| 第7回  | 1965年5月1日  | 名古屋 | 1600m   | アア・ライデンカブト     | 牡3  | 愛知 | 1:46.9 | 藤ヶ崎一男 | 光岡直三郎 |
| 第9回  | 1966年4月29日 | 名古屋 | 1600m   | 軽半・イチヨシ           | 牡3  | 愛知 | 1:43.8 | 藤ヶ崎一男 | 水谷文平   |
| 第11回 | 1967年4月29日 | 名古屋 | 1600m   | サラ・リユウシンゲキ     | 牡3  | 笠松 | 1:43.0 | 羽生作造   | 大橋憲     |
| 第13回 | 1968年5月3日  | 名古屋 | 1600m   | サラ・タツミリヨウ       | 牡3  | 愛知 | 1:43.9 | 川辺三郎   | 安達小八   |
| 第15回 | 1969年5月4日  | 名古屋 | 1600m   | サラ・グロリアン         | 牡3  | 笠松 | 1:43.5 | 後藤保     | 大橋憲     |
| 第17回 | 1970年5月3日  | 名古屋 | 1600m   | サラ系・ミスタカヨ       | 牝3  | 愛知 | 1:44.2 | 栗田和昌   | 栗田実     |
| 第19回 | 1971年5月5日  | 名古屋 | 1600m   | サラ・シナノホスター     | 牡3  | 愛知 | 1:44.0 | 坂本敏美   | 安達小八   |
| 第21回 | 1972年5月3日  | 名古屋 | 1600m   | サラ・シナノルラー       | 牡3  | 愛知 | 1:42.8 | 坂本敏美   | 安達小八   |
| 第23回 | 1973年5月3日  | 中京   | 1600m   | サラ・ギフオーザ         | 牡3  | 笠松 | 1:43.8 | 坂本敏美   | 倉間明夫   |
| 第25回 | 1974年4月24日 | 名古屋 | 1600m   | サラ・サンチヤイナ       | 牡3  | 愛知 | 1:42.2 | 国光徹     | 水谷文平   |
| 第27回 | 1975年4月23日 | 名古屋 | 1600m   | サラ・ワルツニセイ       | 牡3  | 愛知 | 1:41.6 | 今津勝之   | 市川安一   |
| 第29回 | 1976年5月5日  | 名古屋 | 1600m   | サラ・パールバンダ       | 牡3  | 笠松 | 1:42.4 | 古賀土生   | 大橋憲     |
| 第31回 | 1977年5月5日  | 中京   | 1800m   | サラ・スターチヤリオツト | 牝3  | 愛知 | 1:50.1 | 伊藤光雄   | 山中かね雄 |
| 第33回 | 1978年5月3日  | 中京   | 1800m   | サラ・イシノサミイ       | 牡3  | 愛知 | 1:49.9 | 内沢信昭   | 信次英治   |
| 第35回 | 1979年5月3日  | 中京   | 1800m   | サラ・トモエリユウ       | 牡3  | 愛知 | 1:51.1 | 内沢信昭   | 大藪憲三   |
| 第37回 | 1980年5月3日  | 中京   | 1800m   | サラ・イズミダツパー     | 牡3  | 笠松 | 1:51.5 | 町野良隆   | 大橋憲     |
| 第39回 | 1981年5月3日  | 中京   | 1800m   | サラ・シナノセイダイ     | 牡3  | 愛知 | 1:50.9 | 坂本敏美   | 安達小八   |
| 第41回 | 1982年5月1日  | 名古屋 | 1600m   | サラ・ゴールドレツト     | 牡3  | 愛知 | 1:43.2 | 原口次夫   | 磯村林三   |
| 第43回 | 1983年5月3日  | 中京   | 芝1800m | サラ・ビートシヤダイ     | 牡3  | 愛知 | 1:52.3 | 井手上慎一 | 森島義弘   |
| 第45回 | 1984年5月3日  | 中京   | 芝1800m | サラ・ゲイルオウシヨウ   | 牡3  | 愛知 | 1:52.9 | 黒宮高徳   | 信次英治   |
| 第47回 | 1985年5月5日  | 中京   | 芝1800m | サラ・グレートレーベン   | 牡3  | 愛知 | 1:50.8 | 坂本敏美   | 野島三喜雄 |
| 第49回 | 1986年5月3日  | 中京   | 芝1800m | サラ・マイノーブル       | 牡3  | 愛知 | 1:55.2 | 兒島真二   | 国光徹     |
| 第51回 | 1987年5月4日  | 中京   | 芝1800m | サラ・シゲルオー         | 牡3  | 笠松 | 1:51.4 | 横山誠     | 松村友二   |
| 第53回 | 1988年5月5日  | 中京   | 芝1800m | サラ・トミシノシエンロン | 牡3  | 笠松 | 1:52.0 | 安藤光彰   | 飯干秀人   |
| 第55回 | 1989年5月3日  | 中京   | 芝1800m | サラ・サンリナール       | 牡3  | 愛知 | 1:51.5 | 白坂芳文   | 錦見勇夫   |
| 第57回 | 1990年5月4日  | 中京   | 芝1800m | サラ・トウカイイツトー   | 牡3  | 笠松 | 1:50.0 | 安藤勝己   | 中山義宣   |

#### 中日スポーツ杯 駿蹄賞
| 回数   | 施行日        | 競馬場 | 距離    | 優勝馬             | 性齢 | 所属 | タイム | 優勝騎手   | 管理調教師 |
| ------ | ------------- | ------ | ------- | ------------------ | ---- | ---- | ------ | ---------- | ---------- |
| 第30回 | 1991年5月6日  | 中京   | 芝1800m | エックスワイスキー | 牝3  | 愛知 | 1:49.6 | 井手上慎一 | 山本茂則   |
| 第31回 | 1992年5月13日 | 中京   | 芝1800m | キングランナー     | 牡3  | 笠松 | 1:51.4 | 濱口楠彦   | 谷川義明   |
| 第32回 | 1993年5月12日 | 名古屋 | 1800m   | サブリナチェリー   | 牡3  | 笠松 | 1:57.0 | 仙道光男   | 荒川友司   |
| 第33回 | 1994年5月3日  | 中京   | 芝1800m | テイオーライデン   | 牡3  | 笠松 | 1:50.4 | 井上孝彦   | 荒川友司   |
| 第34回 | 1995年5月3日  | 中京   | 芝1800m | ベッスルキング     | 牡3  | 笠松 | 1:51.2 | 安藤光彰   | 飯干秀人   |
| 第35回 | 1996年5月3日  | 名古屋 | 1800m   | ハカタダイオー     | 牡3  | 笠松 | 1:57.2 | 安藤光彰   | 柳江俊明   |
| 第36回 | 1997年5月2日  | 名古屋 | 1800m   | シンプウライデン   | 牡3  | 笠松 | 1:57.1 | 安藤勝己   | 荒川友司   |
| 第37回 | 1998年5月4日  | 名古屋 | 1900m   | チェリーラスター   | 牡3  | 笠松 | 2:03.5 | 安藤勝己   | 荒川友司   |
| 第38回 | 1999年5月5日  | 名古屋 | 1900m   | ボナンザーローマン | 牡3  | 笠松 | 2:06.6 | 坂口重政   | 今井孝一   |
| 第39回 | 2000年5月5日  | 名古屋 | 1900m   | ブルーロビンソン   | 牡3  | 笠松 | 2:03.2 | 安藤光彰   | 藤田正治   |
| 第40回 | 2001年5月4日  | 名古屋 | 1900m   | セイエイカネノー   | 牡3  | 笠松 | 2:04.6 | 坂井薫人   | 岩崎幸紀   |
| 第41回 | 2002年5月5日  | 名古屋 | 1900m   | カンセイグローバル | 牡3  | 愛知 | 2:05.3 | 兒島真二   | 今井孝一   |
| 第42回 | 2003年5月5日  | 名古屋 | 1900m   | チアズファルコン   | 牡3  | 愛知 | 2:04.0 | 吉田稔     | 角田輝也   |
| 第43回 | 2004年5月5日  | 名古屋 | 1900m   | メジャーガール     | 牝3  | 笠松 | 2:05.9 | 安藤光彰   | 柳江仁     |
| 第44回 | 2005年5月5日  | 名古屋 | 1900m   | ミラージェネス     | 牝3  | 笠松 | 2:06.0 | 土田龍也   | 柳江仁     |
| 第45回 | 2006年5月5日  | 名古屋 | 1900m   | ホウライミサイル   | 牡3  | 愛知 | 2:04.3 | 吉田稔     | 藤ヶ崎一男 |
| 第46回 | 2007年5月4日  | 名古屋 | 1900m   | ワイティタッチ     | 牡3  | 愛知 | 2:06.4 | 尾崎章生   | 櫻井今朝利 |
| 第47回 | 2008年5月5日  | 名古屋 | 1900m   | クロスウォーター   | 牝3  | 愛知 | 2:07.3 | 安部幸夫   | 角田輝也   |
| 第48回 | 2009年5月5日  | 名古屋 | 1900m   | カキツバタロイヤル | 牡3  | 笠松 | 2:05.5 | 阪上忠匡   | 森山英雄   |
| 第49回 | 2010年5月5日  | 名古屋 | 1900m   | ラッキーサンライズ | 牡3  | 愛知 | 2:06.6 | 戸部尚実   | 川西毅     |
| 第50回 | 2011年5月5日  | 名古屋 | 1900m   | ミサキティンバー   | 牡3  | 愛知 | 2:05.4 | 山本茜     | 櫻井今朝利 |
| 第51回 | 2012年5月3日  | 名古屋 | 1900m   | アウヤンテプイ     | 牡3  | 笠松 | 2:03.9 | 尾島徹     | 柴田高志   |
| 第52回 | 2013年5月2日  | 名古屋 | 1800m   | ゴールドブラザー   | 牡3  | 笠松 | 1:59.3 | 佐藤友則   | 鈴木良文   |
| 第53回 | 2014年5月4日  | 名古屋 | 1800m   | リーダーズボード   | 牡3  | 愛知 | 1:59.2 | 戸部尚実   | 川西毅     |
| 第54回 | 2015年5月5日  | 名古屋 | 1800m   | ハナノパレード     | 牝3  | 愛知 | 1:57.3 | 戸部尚実   | 迫田清美   |
| 第55回 | 2016年5月4日  | 名古屋 | 1800m   | カツゲキキトキト   | 牡3  | 愛知 | 2:01.6 | 大畑雅章   | 錦見勇夫   |
| 第56回 | 2017年5月4日  | 名古屋 | 1800m   | ドリームズライン   | 牡3  | 愛知 | 2:00.1 | 大畑雅章   | 川西毅     |
| 第57回 | 2018年5月2日  | 名古屋 | 1800m   | サムライドライブ   | 牝3  | 愛知 | 1:58.2 | 丸野勝虎   | 角田輝也   |
| 第58回 | 2019年5月2日  | 名古屋 | 1800m   | エムエスクイーン   | 牝3  | 愛知 | 1:59.0 | 今井貴大   | 竹下直人   |
| 第59回 | 2020年5月1日  | 名古屋 | 1800m   | ニュータウンガール | 牝3  | 笠松 | 1:58.6 | 佐藤友則   | 井上孝彦   |
| 第60回 | 2021年5月4日  | 名古屋 | 1800m   | トミケンシャイリ   | 牡3  | 愛知 | 1:57.7 | 今井貴大   | 竹下直人   |
| 第61回 | 2022年5月4日  | 名古屋 | 2000m   | タニノタビト       | 牡3  | 愛知 | 2:09.8 | 岡部誠     | 角田輝也   |
| 第62回 | 2023年5月3日  | 名古屋 | 2000m   | リストン           | 牡3  | 愛知 | 2:10.0 | 丸野勝虎   | 荒巻透     |
| 第63回 | 2024年5月3日  | 名古屋 | 2000m   | フークピグマリオン | セ3  | 愛知 | 2:09.7 | 今井貴大   | 宇都英樹   |
| 第64回 | 2025年5月5日  | 名古屋 | 2000m   | カワテンマックス   | 牡3  | 愛知 | 2:13.9 | 丸野勝虎   | 角田輝也   |